# Washington Place
Washington Place est un palais situé à Honolulu, capitale de l'État d'Hawaï aux États-Unis. 

## Origine du nom
Un des premiers à occuper le lieu était Anthony Aie Eyck, commissaire américain dans les îles nommé par le président James K. Polk, qui établit la légation américaine dans la maison. Aie Eyck a appelé la maison « Washington Place » le 22 février 1848, en honneur de George Washington, pour célébrer l'anniversaire de la naissance en 1732 du premier président des États-Unis. Le roi Kamehameha III a approuvé officiellement le nom.

## Historique
Construit en 1847 en style Greek Revival, il a été le lieu où la reine Liliʻuokalani a été arrêtée lors du renversement du royaume d'Hawaï. L'édifice a plus tard été converti en résidence officielle du gouverneur américain d'Hawaï. Il est depuis 2007 un monument historique national. La résidence du gouverneur actuel a été bâtie en 2008 derrière la résidence historique, et se trouve sur les mêmes terrains que Washington Place.